# Strawberry Panic (アニメ)
『Strawberry Panic』（ストロベリー・パニック）は、2006年4月より9月までtvk他のUHF局及びキッズステーション（CS放送）で放送されたアニメ作品。全26話。

## 概要
『電撃G's magazine』（メディアワークス）連載の読者参加企画『Strawberry Panic!』（原作：公野櫻子、キャラクターデザイン：真木ちとせ・たくみなむち）のアニメ化作品。ただし、アニメ版のタイトルは原作とは異なり「!」が付かない。
広義の「原作」である正伝（文庫版・コミック）やゲーム版とは、設定やストーリーなどが大きく異なっている。
ストーリー面では、正伝がエトワール選を巡る各校生徒会の駆け引きとそれに翻弄される渚砂たち候補者と言う構図に重点が置かれているのに対し、アニメ版は終盤のエトワール選に至るまでの過程を聖ミアトル女学園側（蒼井渚砂・花園静馬・涼水玉青の三角関係）と聖スピカ女学院側（此花光莉と鳳天音のエトワール選出馬を巡る複雑な人間関係）の二つの流れから描いている。聖ル・リム女学校は、生徒会長の源千華留が両方の流れにおいて重要なキーパーソンになっているものの、他校で描かれた恋愛劇やエトワール候補生の選出はなされなかった。
設定面では、ほぼ全員の性格と人間関係の改変の他、読者参加企画版・ゲーム版に登場せず、同時進行で刊行された正伝と本作にのみ登場するキャラクターは学年・容姿等が変更されている。本作のみのオリジナルキャラクターも存在する。エトワールに関する設定も異なっている（詳しくはStrawberry Panic!#用語集のエトワールおよびエトワール選の項を参照）。
キャスティング面では、ゲーム版で涼水玉青役を担当し、このアニメ版でも同役を担当する予定だった沢城みゆきがスケジュールの都合により担当することができなくなったため、日向絆奈役の清水愛が玉青役を兼任することとなった。

## ストーリー
両親の海外転勤で、伯母の母校である聖ミアトル女学園4年に編入することになった蒼井渚砂。ここ、アストラエアの丘にはミアトルの他に聖スピカ女学院、聖ル・リム女学校と言うそれぞれに個性的な姉妹校があり、ミアトルは三校の中で最も歴史が古く伝統を重んじるお嬢様学校として知られていた。
広大なアストラエアの丘で道に迷った渚砂は森の中で「エトワール様」と呼ばれ、女生徒たちの憧憬を一身に集める花園静馬と出会うが、静馬に見つめられた渚砂は身動きが取れなくなり突然、額に口づけられる。渚砂はそのまま気を失い、気が付くとミアトルの保健室のベッドで渚砂のルームメイトになる涼水玉青に介抱されていた。

## スタッフ
- 監督 - 迫井政行[2]
- シリーズ構成 - 浦畑達彦[2]
- キャラクターデザイン・総作画監督 - 坂井久太
- 美術監督 - 岡本有香
- 色彩設計 - 上村修司
- 撮影監督 - 松井伸哉
- 編集 - 西重成、競昌則
- 音響監督 - 高桑一[2]
- 音楽 - 平野義久
- 音楽プロデューサー - 伊藤善之、櫻井優香
- プロデューサー - 丸山創、渡辺和哉、斎藤光二、酒井明雄、濱松剛、太布尚弘
- アニメーションプロデューサー - 和泉將一
- アニメーション制作 - マッドハウス[2]
- アニメーション制作協力 - IMAGIN
- 製作 - いちご舎（マーベラスエンターテイメント、ランティス、読売広告社、ドワンゴ、オプトロム、ムービック）

## 主題歌・挿入歌・サウンドトラック
オープニングテーマ
「少女迷路でつかまえて」（第1話 - 第13話）
作詞 - 畑亜貴 / 作曲・編曲 - 齋藤真也 / 歌 - 美郷あき
- 2006年4月26日発売 LACM-4258
- テロップ上では、斎藤真也の記述になっているが、正しくは上記の記述である。歌詞カードでも上記の記述だった。

「くちびる白昼夢（デイ・ドリーム）」（第14話 - 第26話）
作詞 - 畑亜貴 / 作曲・編曲 - 前澤寛之 / 歌 - 美郷あき
- 2006年8月9日発売 LACM-4276

エンディングテーマ
「秘密ドールズ」（第1話 - 第13話）
作詞 - 畑亜貴 / 作曲・編曲 - 大久保薫 / 歌 - 中原麻衣&清水愛
- 2006年5月24日発売 LACM-4263 PV映像収録DVD付き
- PVでは本人達によるキスシーンが披露されている。

「苺摘み物語」（第14話 - 第25話）
作詞 - 畑亜貴 / 作曲・編曲 - 大久保薫 / 歌 - 中原麻衣&清水愛
- 2006年8月23日発売 LACM-4286 PV映像収録DVD付き

「少女迷路でつかまえて（Mellow Berry Balad）」（第26話）
作詞 - 畑亜貴 / 作曲 - 齋藤真也 / 編曲 - 安瀬聖 / 歌 - 美郷あき
- 2007年1月11日発売 LACA-5586 31曲目
- 第26話のエンディングのほとんどは、Bメロ→サビ部分のバラード風のアレンジバージョンだった（詳細は以下を参照のこと）。実際に歌の声が入ったのは最後のサビ部分だけであり、オープニングでは歌われていない2番の歌詞を歌った。
- 正確に原曲のアレンジ部分を追うと、前奏→Aメロ→Bメロ→サビ→Bメロ→サビ→Bメロ→サビ（歌入り）→後奏の順番（CD収録時は前奏→Aメロ→Bメロ→サビ（歌入り）→後奏の順番）。なお、前奏や後奏部分は元の曲にない部分のアレンジだった。

挿入歌
「気高き百合の」（第4話、第7話、第8話、第12話、第14話、第16話、第22話、第24話、※第25話）
作詞 - 公野櫻子 / 作曲・編曲 - 平野義久 / 歌 - 聖スピカ女学院・聖歌隊、※此花光莉（松来未祐）
- 2006年9月6日発売 LACA-5551 33曲目
- 第7話、第8話、第12話は、インストゥルメンタルもしくは鼻歌で歌われただけのもの。
- 「※」印が付いている第25話は、光莉が独唱したものであり、テロップ上でもその記述だったものを示す。光莉の独唱は第4話などにも見られるため、第25話が初出ではない。なお、原曲とはアレンジが異なっており、こちらの楽曲は商品化されていない。
- 初めてこの歌が流れたのは第4話であるが、テロップ上の初出は第22話である。なお、この楽曲のほとんどはオルガンで演奏されていて、収録されているピアノ演奏とはアレンジが異なる。歌詞も2番のときもあり、まちまちである。

「一つ星のぼりて」（第19話、第21話）
作詞 - 公野櫻子 / 作曲・編曲 - 平野義久 / 歌 - 聖スピカ女学院・聖歌隊
- 2006年9月6日発売 LACA-5551 34曲目
- ストーリーのテロップ上の初出では第20話のときに流れたが、第19話の戴冠式で歌われた曲である。実際は第20話で使われたわけでもなく、第19話が初出であるが、この間違いはDVDに収録されてからも修正されていない。

「Little Bird」（第22話）
作詞 - 公野櫻子 / 作曲・編曲 - 七瀬光 / 歌 - 南都夜々（桑谷夏子）
- 2006年9月6日発売 LACA-5551 35曲目
- なお実際の劇中では、時間の都合上途中を省いて歌っているので、繋がっていないように聞こえる箇所がある。

挿入クラシック
「ピアノソナタ「月光」第1楽章」（第6話、第12話）
作曲 - ベートーヴェン
「乙女の祈り」（第6話、第17話、第20話）
作曲 - バダジェフスカ
- ただし、第20話は第17話の回想部分としての使用のみ。

「子供の情景」よりトロイメライ」（第12話、第13話）
作曲 - シューマン
- この他、劇伴曲として使用されている訳ではないが、「カルメン」（原作：メリメ、作曲：ビゼー）が第15・16話において三校合同文化祭の演目（劇中劇。脚本・脚色：涼水玉青）となっている。

サウンドトラック
『TVアニメ ストロベリー・パニック オリジナルサウンドトラック』
作詞 - 公野櫻子（33〜35） / 作曲・編曲 - 平野義久（01〜34）
- 2006年9月6日発売 LACA-5551
- すべての挿入歌と、ボーナストラックとしてすべてのOP・EDのTVsizeを収録。

## 各話リスト
| 話数 | サブタイトル | 脚本             | 絵コンテ          | 演出              | 作画監督                     |
| ---- | ------------ | ---------------- | ----------------- | ----------------- | ---------------------------- |
| 1    | 櫻の丘       | 浦畑達彦         | 迫井政行          | 布川真英          | 広田知子 Lee Si Min          |
| 2    | エトワール   | 高屋敷英夫       | 森田浩光          | 川尻祥大          | Ko Kyung Nam                 |
| 3    | 屋根裏       | 浦畑達彦         | まつもとよしひさ  | まつもとよしひさ  | 松下清志                     |
| 4    | 白馬の君     | ふでやすかずゆき | 迫井政行 玉井公子 | 冬柴蘇枋          | 中本尚子 内田孝行            |
| 5    | 妹たち       | 浦畑達彦         | 藤原潤            | 山内東生雄        | 長谷川一生                   |
| 6    | 温室         | 高屋敷英夫       | しのだよしの      | しのだよしの      | 田中正之                     |
| 7    | 荊の罠       | ふでやすかずゆき | 岡崎幸男          | 岡崎幸男          | Lee Si Min 沼田誠也          |
| 8    | 紫陽花       | 浦畑達彦         | 高橋丈夫          | 布川真英          | Jang Min Ho                  |
| 9    | 記憶         | 浦畑達彦         | 玉井公子          | 大谷肇 布川真英   | Lee Si Min 沼田誠也          |
| 10   | 個人教授     | 高屋敷英夫       | まつもとよしひさ  | まつもとよしひさ  | 松下清志 田中正之            |
| 11   | 流星雨       | ふでやすかずゆき | 山内東生雄        | 山内東生雄        | 藤原潤                       |
| 12   | 夏時間       | 浦畑達彦         | 玉井公子          | 長村伸治          | 中本尚子 内田孝行            |
| 13   | 潮騒         | ふでやすかずゆき | しのだよしの      | しのだよしの      | 田中正之                     |
| 14   | 親友以上     | 浦畑達彦         | 森田浩光          | 布川真英          | Lee Min Bae Jang Min Ho      |
| 15   | ヒロイン     | 高屋敷英夫       | 高橋丈夫          | 谷田部勝義        | 赤尾良太郎                   |
| 16   | 舞台裏       | 高屋敷英夫       | 高橋丈夫          | まつもとよしひさ  | 沼田誠也                     |
| 17   | 秘密         | ふでやすかずゆき | 森田浩光          | 岡嶋国敏          | 吉田秀之                     |
| 18   | 愛の嵐       | ふでやすかずゆき | 鈴木幸雄          | 布川真英          | 大塚美登理 Lee Si Min        |
| 19   | リフレイン   | 浦畑達彦         | 岡崎幸男          | 長村伸治          | 中本尚子 岡田武士            |
| 20   | 告白         | ふでやすかずゆき | しのだよしの      | しのだよしの      | 田中正之                     |
| 21   | 花のように   | 浦畑達彦         | 玉井公子          | 川尻祥大 横山広実 | Lee Si Min 吉開順子          |
| 22   | 決闘         | ふでやすかずゆき | まつもとよしひさ  | まつもとよしひさ  | 奈良岡光                     |
| 23   | 迷路         | 高屋敷英夫       | 鈴木幸雄          | 岡嶋国敏          | 吉田秀之                     |
| 24   | 運命の輪     | ふでやすかずゆき | 森田浩光          | 布施康之          | 大塚美登理 小堺能夫          |
| 25   | 円舞曲       | 高屋敷英夫       | 高橋丈夫          | 長村伸治          | 中本尚子 岡田武士            |
| 26   | はじまり     | 浦畑達彦         | 迫井政行          | 迫井政行          | Lee Si Min 小堺能夫 坂井久太 |

## 放送局
| 放送地域 | 放送局             | 放送期間                | 放送日時                     | 放送系列       | 備考             |
| -------- | ------------------ | ----------------------- | ---------------------------- | -------------- | ---------------- |
| 神奈川県 | tvk                | 2006年4月4日 - 9月26日  | 火曜 2:45 - 3:15（月曜深夜） | 独立UHF局      |                  |
| 千葉県   | チバテレビ         | 2006年4月7日 - 9月29日  | 金曜 1:55 - 2:25（木曜深夜） | 独立UHF局      |                  |
| 埼玉県   | テレ玉             | 2006年4月9日 - 10月1日  | 日曜 1:30 - 2:00（土曜深夜） | 独立UHF局      |                  |
| 大阪府   | テレビ大阪         | 2006年4月9日 - 10月1日  | 日曜 2:50 - 3:20（土曜深夜） | テレビ東京系列 |                  |
| 愛知県   | テレビ愛知         | 2006年4月11日 - 10月3日 | 火曜 2:43 - 3:13（月曜深夜） | テレビ東京系列 |                  |
| 日本全域 | キッズステーション | 2006年4月12日 - 10月4日 | 水曜 0:00 - 0:30（火曜深夜） | CS放送         | リピート放送あり |

## DVD
全9巻。発売・マーベラスエンターテイメント、販売・メディアファクトリー。
第1巻のみ2話、他の巻は3話収録でいずれも限定版（Special Limited Box）・通常版の2種類が存在する。限定版は単独BOX仕様となっているほか、各種封入特典に加え、映像特典（各巻によって異なる。PVメイキング映像、イベント映像、中原麻衣と毎回異なる出演声優とのトーク）が収録されている。
2009年2月25日、DVD9枚組のDVD-BOXが発売された（収録内容は限定版と同様）。封入特典は描き下ろしジャケットと同じイラストを使用したポストカード。
1. 2006年6月23日発売
2. 2006年7月25日発売
3. 2006年8月25日発売
4. 2006年9月22日発売
5. 2006年10月25日発売
6. 2006年11月24日発売
7. 2006年12月22日発売
8. 2007年1月25日発売
9. 2007年2月23日発売

限定版（Special Limited Box）：ZMBZ-2691 / 通常版：ZMBZ-2701
限定版（Special Limited Box）：ZMBZ-2692 / 通常版：ZMBZ-2702
限定版（Special Limited Box）：ZMBZ-2693 / 通常版：ZMBZ-2703
限定版（Special Limited Box）：ZMBZ-2694 / 通常版：ZMBZ-2704
限定版（Special Limited Box）：ZMBZ-2695 / 通常版：ZMBZ-2705
限定版（Special Limited Box）：ZMBZ-2696 / 通常版：ZMBZ-2706
限定版（Special Limited Box）：ZMBZ-2697 / 通常版：ZMBZ-2707
限定版（Special Limited Box）：ZMBZ-2698 / 通常版：ZMBZ-2708
限定版（Special Limited Box）：ZMBZ-2699 / 通常版：ZMBZ-2709

## ドラマCD
全3巻。各校別に発売されている。各巻の終わりには次回予告があり、第3巻でもすでに発売済みの第1巻の予告が収録されている。
1. ミアトル編 お姉さまと下着そうどう（2006年7月26日発売 LACA-5540）
2. スピカ編 お姉さまと身体測定（2006年10月25日発売 LACA-5560）
3. ル・リム編 お姉さまとメイドそうどう（2006年12月6日発売 LACA-5569）